# Dimitris Popovic
Dimitris Popovic, född 11 februari 1995 i Frankfurt, Tyskland , är en grekisk fotbollsspelare som för närvarande spelar som mittfältare för PAOK FC i Grekiska Superligan. Han började sin karriär som ungdomsspelare i PAOK.